# 格齊斯
格齊斯（德語：Götzis）是奧地利的城鎮，位於該國西部，由福拉爾貝格州負責管轄，面積14.64平方公里，海拔高度448米，2012年人口10,795。
第二次世界大戰期間，該鎮239名居民死亡。